# Spillertrupper under OL i fodbold 1992
- Indledende runde (Gruppe B)

- Uafgjort Mexico (1-1)
- Uafgjort Ghana (0-0)
- Tabte til Australien (0-3)

- → gik ikke videre
- Trup (klubhold i parentes)

1. Niels Christian Jørgensen (Aalborg BK)
2. Thomas Helveg (Odense BK)
3. Jacob Laursen (Vejle BK)
4. Claus Thomsen (Aarhus GF)
5. Peter Frank (BK Frem)
6. Jakob Kjeldbjerg (Silkeborg IF)
7. Jens Madsen (Brøndby IF)
8. Ronnie Ekelund (Brøndby IF)
9. Miklos Molnar (Servette FC)
10. Per Frandsen (OSC Lille)
11. Peter Møller (Aalborg BK)
12. Ikke brugt: Jens Risager (Brøndby IF)
13. Stig Tøfting (Aarhus GF)
14. Lars Højer Nielsen (F.C. København)
15. Ikke brugt: Michael Hansen (Silkeborg IF)
16. Ikke brugt: Brian Flies (Næstved IF)
17. Jens Madsen (Odense BK)
18. Michael Larsen (Silkeborg IF)
19. Søren Andersen (Aarhus GF)
20. Ikke brugt: Michael Johansen (F.C. København)